# No Silence
No Silence – piąty autorski album ATB.

## Lista utworów
1. "Marrakech" (4:22)
2. "Ecstasy" (4:21)
3. "Autumn Leaves" (5:42)
4. "Here With Me" (5:12)
5. "Black Nights" (5:02)
6. "Mysterious Skies" (5:30)
7. "Collides With Beauty" (5:49)
8. "Sun Goes Down" (4:07)
9. "After The Flame" (6:02)
10. "IntenCity" (5:26)
11. "Eternal Swells" (5:14)
12. "Wait For Your Heart" (5:16)
13. "Circular Symetry" (5:38)

## Wokaliści
- Tiff Lacey – utwory 1, 2, 4
- Michal The Girl – utwór 3
- Madelin Zero – utwory 5, 7, 11
- Ken Harrison – utwór 8
- Roberta Carter Harrison – utwory 9, 12

## Teledyski
- Marrakech (2004)
- Ecstasy (2004)

## Wydania
- No Silence Limited Edition – Kontor Records
Zawiera dodatkowo płytę DVD na której znajdują się:
  - Marrakech (5.1 Video)
  - Marrakech (Live @ Nowhere Mix)
  - Marrakech (Alex Morph 'Synthetic Empire' Remix)
  - Wywiad
  - Zdjęcia

- No Silence US Edition – Radikal Records
Zawiera dodatkowo płytę DVD na której znajdują się:
  - Ecstasy (Video)
  - Tworzenie Marrakech i wywiady
  - Marrakech (Alex M.O.R.P.H.'s Synthetic Empire Mix)
  - Marrakech (Live @ Nowhere Mix)
  - Ecstasy (Chill Mix)
  - Galeria zdjęć

- No Silence Asia Edition – Avex Asia Ltd.
Zawiera dodatkowo płytę CD na której znajdują się:
  - Marrakech (Airplay Mix)
  - Marrakech (A&T Remix)
  - Marrakech (Clubb Mix)
  - Marrakech (Live @ Nowhere Mix)
  - Marrakech (Revolution Mix)
  - Marrakech (Alex M.O.R.P.H. Synthetic Empire Remix
  - Marrakech (Alex M.O.R.P.H. Synthetic Empire Dub)
  - Ecstasy (AT&B Airplay Mix)
  - Ecstasy (Clubb Mix)
  - Ecstasy (A&T Remix)

## Pozycje na listach
| Lista | Kraj   | Pozycja |
| ----- | ------ | ------- |
| OLiS  | Polska | 9       |